# Karen Longaric
Karen Longaric Rodríguez (Sucre, Chuquisaca; 6 de agosto de 1956) es una abogada internacionalista, catedrática y columnista boliviana. Ocupó el cargo de canciller de Bolivia desde el 13 de noviembre de 2019 durante el gobierno de la Presidenta Jeanine Áñez Chávez. Anteriormente, ocupó cargos en la Cancillería boliviana como Directora de Organismos Internacionales y como Directora de Asuntos Jurídicos y Tratados Internacionales.

## Biografía
Karen Longaric Rodríguez nació el 6 de agosto de 1956 en la ciudad de Sucre en el departamento de Chuquisaca. Los orígenes ancestrales de Karen Longaric provienen de Croacia, pues su abuelo (Iván Longarić Brozović) fue un ciudadano croata (nacido en 1880) que logró emigrar a Bolivia a inicios del siglo XX en busca de mejores oportunidades de trabajo. Cabe mencionar también, que en la actualidad Karen Longaric forma parte de la comunidad de descendientes croatas de La Paz.
Longaric comenzó sus estudios escolares en 1962, saliendo bachiller el año 1974 del colegio Santa Ana de la ciudad de Sucre. Continuó con sus estudios profesionales, ingresando a estudiar la carrera de derecho en la Universidad Mayor Real y Pontificia San Francisco Xavier de Chuquisaca, pero por motivos de trabajo, Karen se trasladaría a vivir a la ciudad de La Paz, en donde culminó sus estudios en la Facultad de Derecho y Ciencias Políticas de la Universidad Mayor de San Andrés (UMSA), titulándose como abogada de profesión el año 1982. 
Realizó también estudios de posgrado, obteniendo un Doctorado en Derecho Internacional y estudios jurídicos internacionales en la Universidad de La Habana en Cuba.
Durante su vida laboral, Karen Longaric formó parte del Ministerio de Relaciones Exteriores de Bolivia, como Directora de Organismos Internacionales y como Directora de Asuntos Jurídicos y Tratados Internacionales. Fue la primera presidenta de la Comisión Nacional del Refugiado (CONARE) en Bolivia. Fue Ministra Consejera en la Embajada de Bolivia en Venezuela, así como asesora en temas internacionales en la Cámara de Senadores y en la Cámara de Diputados en diversas épocas. También fue Directora Ejecutiva del Instituto Internacional de Integración del Convenio Andrés Bello.
Longaric es profesora emérita de Derecho Internacional Privado, Derecho Internacional Público y de Integración en la Facultad de Derecho de la Universidad Mayor de San Andrés. También ha sido profesora en maestrías en distintas universidades públicas y privadas en Bolivia. Fue Directora Académica de la Universidad Andina Simón Bolívar (CAN) en la sede de la ciudad de La Paz. Dentro de su actividad académica, Longaric ha publicado libros sobre integración, solución de controversias internacionales y sobre temas internacionales en la Constitución Política boliviana. Asimismo, forma parte de las listas de árbitros en diferentes cámaras de comercio de Bolivia. Longaric fue la primera mujer en ser invitada como Académica de Número a Academia Nacional de Ciencias Jurídicas.
Longaric fue crítica a la demanda a Chile presentada por el Gobierno de Evo Morales ante la Corte Internacional de Justicia de La Haya. En varios artículos publicados en la prensa boliviana expuso los argumentos jurídicos y políticos en contra de la demanda, y advirtió sobre las consecuencias de la derrota. 
El 13 de julio de 2020, la ministra anunció en su cuenta de Twitter, que dio positivo en los análisis de Covid-19, tras lo cual fue puesta en aislamiento domiciliario.

### Ministra de Relaciones Exteriores de Bolivia (2019-2020)

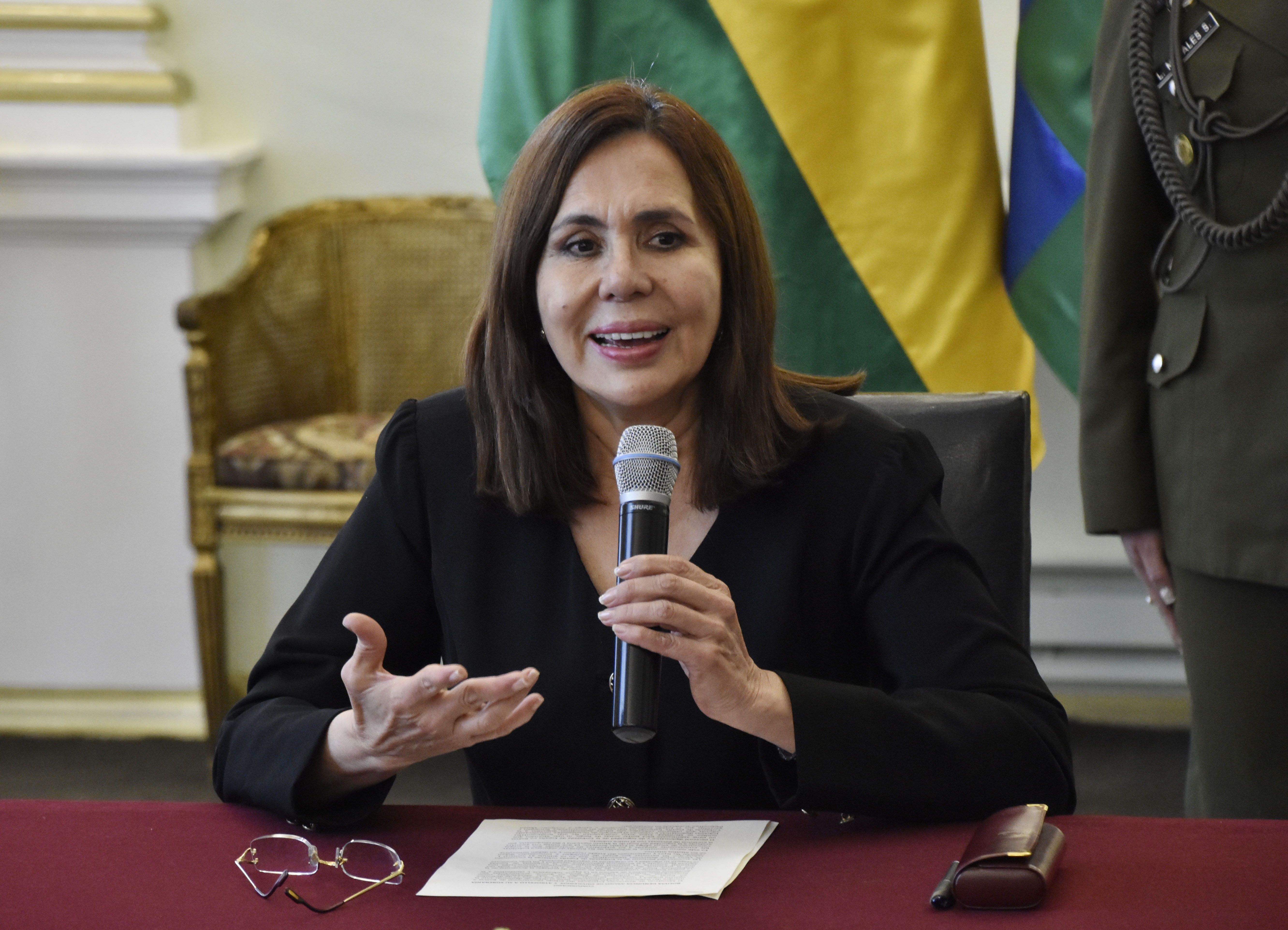
Ministra de Relaciones Exteriores de Bolivia Karen Longaric a sus 63 años de edad en 2019.

El 14 de noviembre de 2019 fue nombrada ministra de relaciones exteriores. Uno de los principales ámbitos de acción en su mandato ha sido el de impulsar y estrechar los lazos con todos los países, en especial aquellos que mantuvieron una ruptura con el gobierno de Morales, como es el caso de Estados Unidos y Canadá. También se pronunció a favor de desconocer de forma inmediata el gobierno de Nicolás Maduro y apoyar al gobierno del parcialmente reconocido presidente encargado de Venezuela, Juan Guaidó. En los primeros días de su gestión anunció que su prioridad serí la desideologización de la política exterior boliviana, que llevó a su primera medida: la retirada de Bolivia del organismo de Alianza Bolivariana para los Pueblos de Nuestra América - Tratado de Comercio de los Pueblos (ALBA) y de la Unión de Naciones Suramericanas (UNASUR). También puso como prioridad impulsar la institucionalización y profesionalización de la Cancillería Boliviana, para lo cual se creó un nuevo reglamento de escalafón. 
Poco después de iniciada su gestión, impulsó denuncias que alteraron el normal desarrollo de las relaciones internacionales con España, México, y Argentina.

En el marco de los profundos cambios en la política internacional de Bolivia, restableció las relaciones con Estados Unidos e Israel, y estableció la suspensión de relaciones internacionales con Cuba, y Venezuela.
Durante su gestión representó a Bolivia en las cumbres de la Comunidad Andina de Naciones, el Mercosur, y tuvo reuniones con Michael Pompeo, Heiko Maas y Josep Borrell, entre otros.